# Waffenschein
Waffenschein ist im Waffenrecht die Erlaubnis zum Führen bestimmter Schusswaffen.
In Österreich entspricht dem Waffenschein der Waffenpass.

## Situation in Deutschland

Muster eines deutschen Waffenscheins

### Anwendungsbereich
Im Sinne des deutschen Waffengesetzes (WaffG) führt eine Waffe, wer die tatsächliche Gewalt darüber außerhalb der eigenen Wohnung, seiner Geschäftsräume oder des eigenen befriedeten Besitztums ausübt. Dazu bedarf es grundsätzlich einer Erlaubnis. Das Führen ohne Erlaubnis ist nur in einigen eng umgrenzten Sonderfällen zulässig, etwa beim Transport in nicht schussbereitem Zustand, oder für Signalwaffen in bestimmten Situationen (§ 12, Abs. 3 WaffG).
Diese Erlaubnis zum Führen wird allerdings nur in Ausnahmefällen erteilt. Voraussetzung ist, dass zum einen der Antragsteller mehr als die Allgemeinheit gefährdet ist und zum anderen eine Schusswaffe geeignet ist, die Gefährdung tatsächlich zu reduzieren. Der Waffenschein dokumentiert die behördliche Erlaubnis, eine Waffe zu führen, wenn auch nicht immer und überall: Das Waffengesetz schreibt Einschränkungen bei Veranstaltungen, Festen oder Aufzügen vor. Er ist abzugrenzen von:

#### Waffenbesitzkarte
Der Waffenschein ist nicht zu verwechseln mit der Waffenbesitzkarte, die zum Besitz, Erwerb und dem nicht zugriffsbereiten Transport einer erlaubnispflichtigen Schusswaffe berechtigt. Der Waffenschein berechtigt nur zum Führen der Waffe, nicht aber zum Besitz. Wer Waffen in der Öffentlichkeit außerhalb des befriedeten Besitztums führen will, benötigt daher beides: Waffenbesitzkarte und Waffenschein. Der Transport einer Waffe ohne Erlaubnis zum Führen (ohne Waffenschein) durch den Besitzer ist erlaubt, wenn die Waffe nicht zugriffs- und nicht schussbereit transportiert wird. Das bedeutet konkret, dass sich in keiner Form Munition in der Waffe befindet – sie also nicht geladen ist – und sie in einem verschlossenen Behältnis mitgeführt wird. Zudem muss der Transport mit dem waffenrechtlichen Bedürfnis zu tun haben.

#### Jagdschein
Bei Jägern tritt an die Stelle des Waffenscheins der Jagdschein (§ 15 Abs. 1 Satz 1 BJagdG), der das Führen der Jagdwaffe zur berechtigten Jagdausübung erlaubt (§ 13 Abs. 6 i. V. mit Abs. 1 WaffG).
Der Jäger darf Jagdwaffen überdies zur befugten Jagdausübung einschließlich des Ein- und Anschießens im Revier, zur Ausbildung von Jagdhunden im Revier, zum Jagdschutz oder zum Forstschutz ohne Waffenschein führen. Er darf auch im Zusammenhang mit diesen Tätigkeiten, z. B. während der Fahrt zum und vom Revier, die Jagdwaffen nicht schussbereit ohne Waffenschein führen (§ 13 Abs. 6 WaffG). Voraussetzung hierfür ist, dass der Jäger im Besitz eines gültigen Jahres- oder Tagesjagdscheins ist.

### Voraussetzung
Die Erteilung von Waffenscheinen an Privatpersonen ist sehr selten; Waffenscheine erhalten in der behördlichen Praxis nahezu ausschließlich Werttransportunternehmer und Bewachungsunternehmer. Die Rechtsprechung verlangt für die Frage der Geeignetheit, dass der konkrete Waffenführer nach seinen persönlichen Lebensumständen und im Hinblick auf beachtliche Gefährdungssituationen in der Lage ist, einen Angriff wirksam abzuwehren. Schon dieses Erfordernis wird bei Privatpersonen oft bezweifelt, da Angreifer in der Regel das Überraschungsmoment und die Möglichkeit der Waffenführung in eine Verbrechensplanung einbeziehen. Erforderlichkeit setzt voraus, dass sich die Gefährdung nicht durch andere Maßnahmen, z. B. durch bauliche Maßnahmen, Änderungen des Eigenverhaltens und der Lebensgewohnheiten oder sonstige Schutzvorkehrungen beseitigen lässt. Wer beruflich regelmäßig größere Mengen Bargeld zu transportieren hat, kann das Überfallrisiko durch regelmäßig wechselnde Routen und Einsatzzeiten verringern.
Die Erlaubnis wird für höchstens drei Jahre erteilt, danach ist sie zu verlängern. Die Verlängerung alle drei Jahre ist immer mit einer Zuverlässigkeitsüberprüfung verbunden. Zuständig sind Kreisverwaltungsbehörden wie die Landratsämter oder in kreisfreien Städten die Ordnungsämter. Voraussetzung für die Erteilung sind Volljährigkeit, persönliche Zuverlässigkeit, eine Haftpflichtversicherung und vor allem ein Bedürfnis. Dazu muss man glaubhaft machen, dass man wesentlich mehr als die Allgemeinheit durch Angriffe auf seinen Leib und sein Leben gefährdet ist und dies durch das Führen einer Waffe verringert werden kann. Die genauen rechtlichen Umstände sind ebenfalls im Waffengesetz geregelt.
Bewachungsunternehmen erhalten bei entsprechendem Bedürfnis einen Waffenschein. Dazu müssen sie nachweisen, dass sie Aufgaben wahrnehmen, die eine bewaffnete Tätigkeit „zwingend“ erfordert. In der Regel bei Geld-/Werttransporten und Personenschutz. Die Angestellten des Unternehmens, welche die eingetragenen Waffen führen dürfen, werden namentlich auf Seite 3 des Waffenscheins als Verfügungsberechtigte eingetragen.

### Kleiner Waffenschein
Der Kleine Waffenschein ist in Deutschland ein Waffenschein gemäß § 10 Abs. 4 Satz 4 WaffG, der den Inhaber zum Führen von Signal-, Reizstoff- und Schreckschusswaffen berechtigt.

## Situation in der Schweiz
Das Bundesgesetz über Waffen, Waffenzubehör und Munition vom 20. Juni 1997 (Stand am 12. Dezember 2008) unterscheidet zwischen Waffenerwerbsschein und Waffentragbewilligung sowie der Waffenhandelsbewilligung.
Der Waffenerwerbsschein ist für den Erwerb einer Waffe im Handel sowie neuerdings auch unter Privatleuten vorgeschrieben (Stand am 12. Dezember 2008). Vorher benötigte man für den Erwerb einer Feuerwaffe von einer Privatperson lediglich einen Handänderungsvertrag, welcher vom Verkäufer und Käufer während 10 Jahren aufbewahrt werden musste. Für den Waffenerwerbsschein wird ein Auszug aus dem Zentralstrafregister benötigt. Für den Waffenverkauf unter Privatpersonen gelten nun dieselben Bedingungen wie für den Erwerb einer Waffe aus dem Fachhandel. Selbstverteidigungssprays der Giftklassen G1 und G2 sind bewilligungspflichtig. Gewisse Langwaffen wie schweizerische Ordonnanzrepetiergewehre, einschüssige Jagd- und Sportgewehre, sowie einschüssige Kaninchentöter und Bolzenschussapparate sind ohne Waffenerwerbsschein erhältlich, Handänderungen sind vertrags- und meldepflichtig. Für den Erwerb von verbotenen Waffen benötigt man eine Ausnahmebewilligung des zuständigen Kantons, darunter fallen:
- Seriefeuerwaffen und zu halbautomatischen Feuerwaffen umgebaute Seriefeuerwaffen sowie ihre wesentlichen und besonders konstruierten Bestandteile.
- Militärische Abschussgeräte von Munition, Geschosse oder Flugkörpern mit Sprengwirkung sowie von ihren wesentlichen Bestandteilen.
- Waffen, die einen Gebrauchsgegenstand vortäuschen, sowie ihre wesentlichen Bestandteile.

Der Waffentragschein berechtigt zum Tragen einer Waffe in der ganzen Schweiz. Der Antragsteller muss eine besondere Gefährdung glaubhaft machen können. Er hat seine praktische und theoretische Fachkenntnis in einer Prüfung zu beweisen.
Für den Transport von Waffen, insbesondere (von und zu) Kursen, Veranstaltungen von Schiess- und Jagdvereinen, Zeughaus, Inhabern einer Waffenhandelsbewilligung, Fachveranstaltungen, ist keine Waffentragsbewilligung erforderlich. Dabei müssen Waffe und Munition getrennt sein.
Eine Waffenhandelsbewilligung ist mit einer theoretischen und praktischen Prüfung verknüpft. Ferner ist ein feuer- und einbruchsicherer Geschäftsraum vorgeschrieben.
Ausländer ohne Niederlassungsbewilligung benötigen zum Kauf einer Waffe immer einen Waffenerwerbsschein, unabhängig ob im Handel oder bei Privaten gekauft wird. Angehörige folgender Staaten dürfen keine Waffen und Munition besitzen: Albanien, Algerien, Sri Lanka, Kosovo, Mazedonien, Bosnien und Herzegowina, Serbien und die Türkei.

## Situation in den Vereinigten Staaten
Der zweite Verfassungszusatz (Second Amendment, verabschiedet am 15. Dezember 1791) garantiert den Besitz und das Tragen von Schusswaffen auf Bundesebene. Bundesstaaten, Bezirke und Gemeinden können nach dem 2010er Urteil McDonald v. Chicago des Supreme Courts keine abweichenden Regelungen erlassen.
In den USA gibt es je nach Bundesstaat stark unterschiedliche Regelungen zum „Führen“ von Schusswaffen. Vergleichbar zum deutschen Waffenschein ist hierbei eine Trageerlaubnis, die carry permit. Von Bedeutung hierbei ist in den USA insbesondere die Erlaubnis zum verdeckten Tragen einer Schusswaffe, die concealed carry permit.
Da in den meisten Bundesstaaten Waffen frei verkäuflich sind, wird eine Waffenbesitzkarte (Firearms License) weder ausgestellt, noch ist sie für den Waffenbesitz Voraussetzung. In einigen Bundesstaaten und Gemeinden bestehen Ausnahmen von dieser Regel.

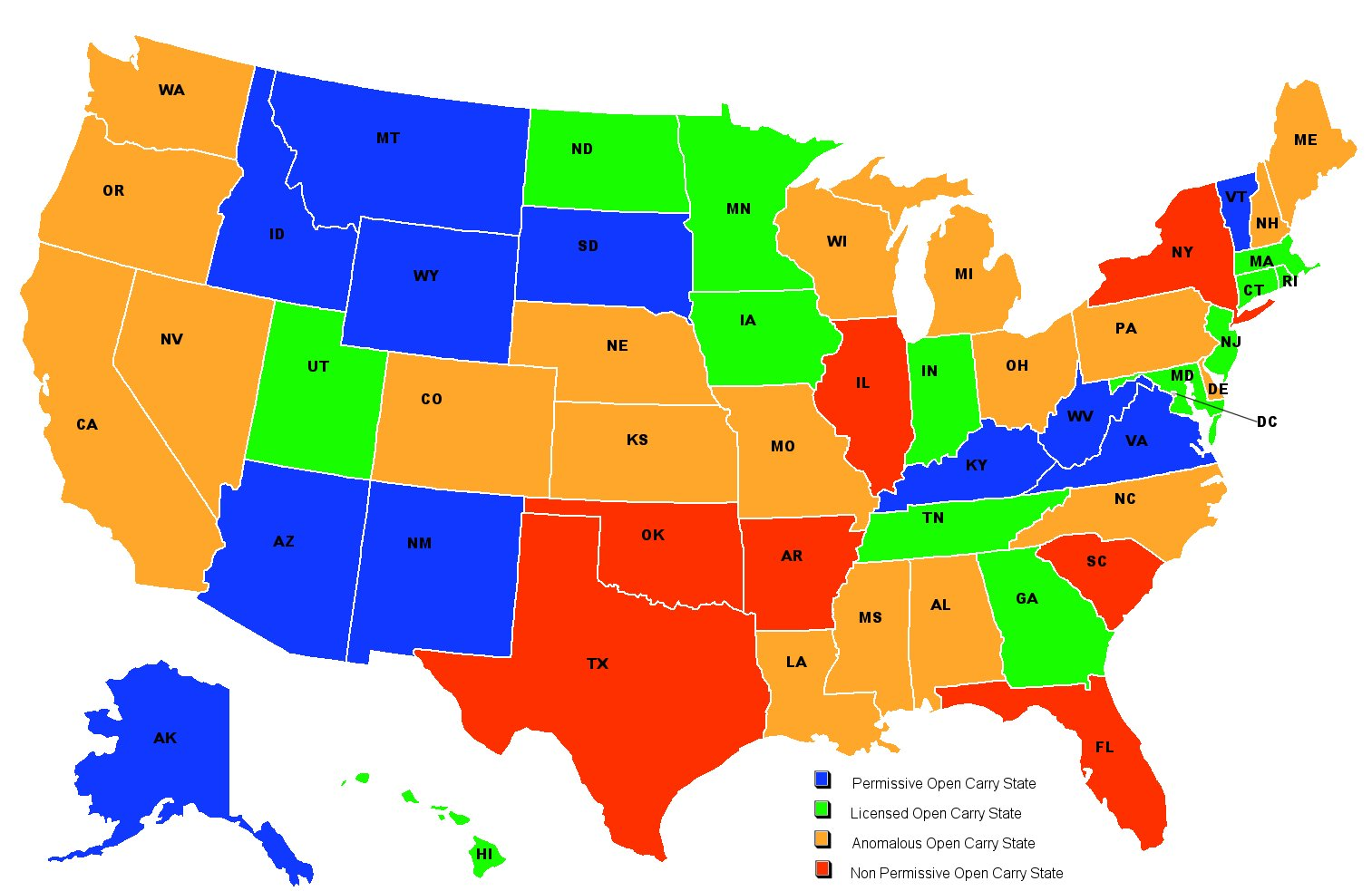
Karte der Bundesstaaten der Vereinigten Staaten von Amerika, die offenes Tragen einer Schusswaffe erlauben oder verbieten

Das offene (d. h. für jeden sichtbare) Führen von geladenen Schusswaffen (open carry) ist in elf Bundesstaaten ohne Lizenz erlaubt. In dreizehn Bundesstaaten ist eine Lizenz (carry permit) erforderlich. In neunzehn Bundesstaaten ist das Führen von Schusswaffen mit starken Regelungen versehen und somit nur ausnahmsweise erlaubt. In sieben Bundesstaaten und in Washington, D.C. ist das offene Führen von Schusswaffen verboten.
Zum verdeckten Führen von Schusswaffen ist in allen Bundesstaaten (bis auf Alaska, Arizona und Vermont) ein spezieller Waffenschein (concealed carry permit) nötig. In Washington D. C. ist das verdeckte Tragen mit Genehmigung erlaubt.
Geschäftsleute und Unternehmer, die Schusswaffen herstellen oder damit handeln wollen, benötigen allerdings einen Bundes-Waffenschein (Federal Firearm License).